# Kylie Wheeler
Kylie Narelle Wheeler (* 17. Januar 1980 in Perth) ist eine ehemalige australische Leichtathletin, die auf den Siebenkampf spezialisiert war.

## Leben
Kylie Wheeler begann 1987 mit der Leichtathletik beim Verein und Trainingscenter Kingsway Little Athletics. Nach 1996 wurde sie von der Hürdenläuferin Lynette Foreman trainiert. Sie studierte an der University of Western Australia und ist inzwischen Sportlehrerin an der Guildford Grammar School.
Sie ist verheiratet und hat drei Kinder.

## Erfolge
Schon bald nachdem sie mit Leichtathletik angefangen hatte stellten sich die ersten Erfolge ein. Sie gewann 1988 die U8-Western-Australia-Meisterschaften im 70- und 100-Meter-Lauf. Auf Bundesstaat-Ebene gewann sie in ihrer Jugend elf weitere Meisterschaften in Disziplinen wie 70-, 200- und 400-Meter-Lauf, Dreisprung, Hochsprung und Mehrkampf.
Bei australischen Juniorenmeisterschaften trat sie außer im Siebenkampf auch im 100-Meter-Hürdenlauf, 400-Meter-Lauf und 400-Meter-Hürdenlauf an. Hier wurde sie 1995/96 im Siebenkampf Zweite. Eine Silbermedaille erhielt sie ebenfalls 1997/98, diesmal im 400-Meter-Hürdenlauf. Bei den australischen Juniorenmeisterschaften 1998/99 wurde sie im 400-Meter-Lauf Dritte, im 100- und 400-Meter-Hürdenlauf Zweite und gewann den Siebenkampf.
Die australischen Meisterschaften im Siebenkampf gewann sie zwischen 2002/03 und 2007/08 ohne Unterbrechung sechs Mal, 2001/02 war sie Zweite geworden.
International gewann sie bei den Commonwealth Games 2002 in Manchester im Siebenkampf mit 5962 Punkten eine Silbermedaille. In der 4-mal-400-Meter-Staffel, welche die australischen Frauen gewannen, war sie nur im Qualifikationsrennen eingesetzt worden. Bei der Sommer-Universiade 2003 in Daegu gewann sie den Siebenkampf mit 6031 Punkten. Sie konnte zwei Mal das Mehrkampf-Meeting Ratingen gewinnen: 2004 mit 6296 und 2005 mit 6231 Punkten. Eine Silbermedaille erhielt sie bei den Commonwealth Games 2006 in Melbourne mit 6298 Punkten.
Sie nahm an zwei Olympischen Sommerspielen teil: 2004 in Athen und 2008 in Peking. Während sie 2004 noch den 18. Platz belegte, wurde sie 2008 mit 6369 Punkten, ihrer persönlichen Bestleistung, Zehnte. Die 6369 Punkte waren das drittbeste Ergebnis in der Geschichte des australischen Siebenkampfes, nur übertroffen von Jane Flemming 1990 mit 6695 und Glynis Nunn 1984 mit 6387.

## Persönliche Bestleistungen
- Siebenkampf: 6369 Punkte, 16. August 2008 in Peking